# (13009) Voloshchuk
(13009) Voloshchuk (1985 PB2) – planetoida z grupy pasa głównego asteroid okrążająca Słońce w ciągu 4,18 lat w średniej odległości 2,59 j.a. Odkryta 13 sierpnia 1985 roku.